# Miracle Mile
Pour les articles homonymes, voir Miracle (homonymie).
Le Miracle Mile est le nom donné par les habitants de Los Angeles (Californie) à une partie du Wilshire Boulevard située entre les avenues de Fairfax et Highland Avenue, dans le quartier de Mid-Wilshire.

## Présentation
Le Miracle Mile est souvent confondu avec le Magnificent Mile de Chicago. C'est l'une des zones les plus peuplées de la ville, et aussi l'une des plus embouteillées au niveau du trafic.
Il a donné son nom au film Appel d'urgence (Miracle Mile, 1988), dont toute l'action se déroule entre Wilshire, Fairfax et La Brea.